# ماتر براون
ماتر براون به انگلیسی: Mather Brown، (۱۱ اکتبر ۱۷۶۱–۲۵ می ۱۸۳۱) نقاش صورت و وقایع تاریخی بود. او در بوستون، ماساچوست به دنیا آمد. اما در انگلستان فعالیت می‌کرد. پدر و مادرش گاون و الیزابت براون نام داشتند. او تا دوازده سالگی نزد عمه‌اش آموزش دید و سپس شاگرد گیلبرت استوارت شد. وی در سال ۱۷۸۱ به لندن رفت تا آموزش‌های خود را در استودیوی بنجامین وست ادامه دهد. براون در سال ۱۷۸۱ وارد آکادمی سلطنتی هنر شد تا چهره‌نگاری مینیاتور را بیاموزد و یک سال بعد نمایشگاه او شروع به کار کرد.
براون در سال ۱۷۸۴، دو نقاشی مذهبی برای کلیسای سنت مری در استراند کشید و در آنجا بود که همکاری خود را با دانیل اورمه آغاز کرد. او صحنه بزرگ از تاریخ انگلیس و یک صحنه از تمایش شکسپیر را نقاشی کرد. علیرغم موفقیت این نقاشی‌ها او بیشتر بر پرتره‌نگاری توجه داشت.
|  |  |  |  |  |